# Khandzadzor
Khandzadzor (in armeno Խանձաձոր?), o Ağcakənd (in azero Ağcakənd), è una comunità rurale del distretto di Xocavənd in Azerbaigian, facente parte fino al 2020 della regione di Hadrowt' nella repubblica di Artsakh, già repubblica del Nagorno Karabakh, situata in una zona montuosa e isolata.
Secondo il censimento del 2005 contava poco più di centotrenta abitanti.

## Storia
Durante il periodo sovietico, il villaggio faceva parte del distretto di Hadrut dell'Oblast' Autonoma del Nagorno Karabakh. Dopo la Prima guerra del Nagorno Karabakh, il villaggio è stato amministrato come parte della regione di Hadrut della Repubblica separatista di Artsakh. Il villaggio è passato sotto il controllo dell'Azerbaigian il 20 ottobre 2020, durante la guerra del Nagorno Karabakh del 2020.

## Monumenti e luoghi d'interesse
Tra i siti del patrimonio storico presenti nel villaggio e nei suoi dintorni vi è la chiesa di Surb Astvatsatsin (armeno: Սուրբ Աստվածածին, "Santa Madre di Dio") costruita nel 1698, il monastero di Katarovank del XVII secolo (armeno: Կատարովանք), una khachkar del XVII secolo e un cimitero del XVIII-XIX secolo.